# Gomer (Pirineos Atlánticos)
Gomer es una comuna francesa de la región de Aquitania en el departamento de Pirineos Atlánticos.
El topónimo Gomer fue mencionado por primera vez en el año 1385 con el nombre de Guomerr.

## Demografía
| 198 | 213 | 213 | 200 | 272 | 287 | 293 | 293 | 286 | 329 | 312 | 272 | 278 | 246 | 215 | 210 | 218 | 222 | 195 | 215 | 213 | 199 | 182 | 176 | 175 | 138 | 125 | 140 | 148 | 150 | 135 | 141 | 162 | 188 |
| Para los censos de 1962 a 1999 la población legal corresponde a la población sin duplicidades (Fuente: INSEE [Consultar]) |     |     |     |     |     |     |     |     |     |     |     |     |     |     |     |     |     |     |     |     |     |     |     |     |     |     |     |     |     |     |     |     |     |